# コナン1世 (ブルターニュ公)

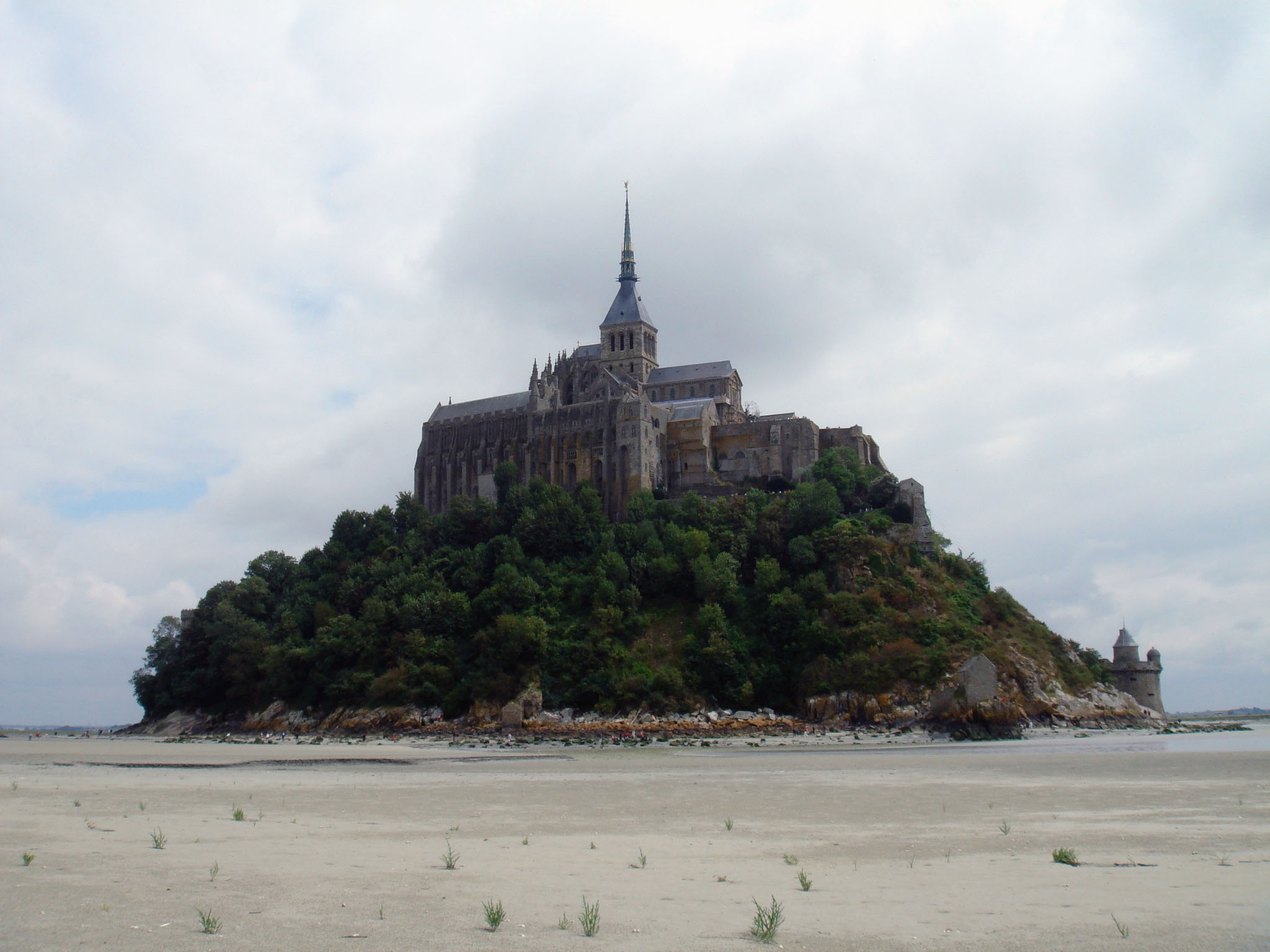
モン＝サン＝ミシェル

コナン1世（フランス語：Conan I, ? - 992年6月27日）は、ブルターニュ公（在位：990年 - 992年）。

## 生涯
コナン1世はレンヌ伯ジュディカエルの息子で、970年に父の跡を継いでレンヌ伯となった。
990年春、コナン1世はナントの攻撃およびブルターニュ公アランの死後にブルターニュ公となったとみられる。
コナン1世は、ドロゴ時代の摂政政治およびドロゴの死後庶子のオエル1世およびグエレス、そしてグエレスの子アランの統治を公爵として引き継いだ。ブルターニュ公はしばらく空位が続いていたが、コナン1世は、ブルターニュ公となるためにブロワ伯ウード1世と同盟を結ばなければならなかった。
990年7月28日の特許状で、コナン1世はヴィラメ、リーレル、パシエの地をモン＝サン＝ミシェルに与えた。後にこれらの地はフージェール領となった。
ブロワとの同盟関係はやがて厄介なものとなり、自身のブロワへの影響力をなくし、リシャール1世との条約に調停した。この条約は初めてブルターニュとノルマンディーを結びつけた。
リシャール1世はユーグ大公の娘と結婚し、この結婚後にブルターニュの上級領主としての父の主張を再び主張した。コナン1世とノルマンディーとの条約は、この主張を裏付けたが、その上級領主についての歴史的史料については、おもにサン＝カンタン (歴史家)のデュドの信頼性の低い記述にのみでみられるため、真実は不明なままである。
コナン１世は992年6月27日にコンクレイユの戦いで義弟アンジュー伯フルク3世ネラと戦い、戦死した。コナン1世はモン＝サン＝ミシェル修道院に埋葬された。

## 結婚と子女
コナン1世は973年に、アンジュー伯ジョフロワ1世の娘エルマンガルド＝ジェルベルジュと結婚した。2人には以下の子女が生まれた。
- ジョフロワ1世（980年頃 - 1008年） - ブルターニュ公[1]
- ジュディット（982年 - 1017年） - ノルマンディー公リシャール2世と結婚[1]

他の妻は知られていないが、以下の3人の息子はエルマンガルドの子供とは考えられない。
- ジュディカエル（1037年没） - ポルオエ伯[1]
- カトゥアロン (1050年以降没)- 1019/1021年から1040年迄のルドンのサン＝ソヴール修道院長

- ユルヴォ[1] - 1026年、ブルターニュ公アラン3世の勅書に存在が記載されている